# The Matrix
The Matrix er en australsk-amerikansk film fra 1999, skrevet og instrueret af søskendeparret Lana og Lilly Wachowski. Filmen har et filosofisk inspireret scenarie (se hjerne i et kar-hypotesen). Filmen udnytter en blanding af religiøse trosretninger, deriblandt kristendom, buddhisme samt andre, der tilsammen udgør en moderne frelsesberetning. Filmen er bygget op omkring teorien om simulacra-virkelighed (simulacrum). Blandt de medvirkende kan nævnes Keanu Reeves, Laurence Fishburne, Carrie-Anne Moss og Hugo Weaving. Der findes udover den første film to andre i serien; The Matrix Reloaded og The Matrix Revolutions, begge fra 2003. Reloaded har en åben slutning, som der så logisk nok følges op på i Revolutions. Matrix universet bliver også brugt i spin-off projektet The Animatrix. Der har desuden været snak om en efterfølger med det midlertidige navn: Matrix 4 3D.

## Handling
Historien foregår i det 22. århundrede hvor verdenen slet ikke ser ud som folk tror. Det er i realiteten en computergenereret verden der styres af maskinerne. Men en lille oprørsgruppe har tænkt sig at afsløre dette virtual reality komplot.

## Medvirkende
- Keanu Reeves som Thomas A. Anderson / Neo
- Laurence Fishburne som Morpheus
- Carrie-Anne Moss som Trinity
- Hugo Weaving som Agent Smith
- Joe Pantoliano som Cypher
- Gloria Foster som the Oracle
- Marcus Chong som Tank
- Paul Goddard som Agent Brown
- Robert Taylor som Agent Jones
- Julian Arahanga som Apoc
- Belinda McClory som Switch
- Anthony Ray Parker som Dozer
- Matt Doran som Mouse
- Ada Nicodemou som DuJour ("The White Rabbit Girl"), en reference til den hvide kanin i Alice i Eventyrland.

## Symbolik i Matrix

### Persongalleriet
Thomas A. Anderson Thomas er ifølge bibelen ham der tvivler. Anderson er sammensat af det græske ord andros, som betyder mand eller menneske, og son som i navne sammenhæng betyder søn af. Hvis man kommer Neo's hacker-alias (Neo) foran kan det læses som "den nye menneskesøn." Efternavnet Anderson kan være også en hilsen til science fiction-forfatteren Poul Anderson.
Neo – Thomas A. Andersons hackernavn; et anagram for One og Eon. Neo = ny, eon = tidsalder, one = ene/den udvalgte. Tilsammen kan dette udformes til "Den Nye Tidsalder" eller "Den Udvalgtes Nye Tidsalder"
Morpheus – spillet af Laurence Fishburne; Morfeus, den græske gud, var drømmenes gud. – I bibelsk forstand minder han om disciplen Peter og Johannes Døberen. Ham der fik en åbenbaring, en gud. Navnet kan også stamme fra det græske ord Metamorfose der betyder forvandling, da han jo er den der viser Neo sandheden, og forandrer hans syn på verden.
Trinity – spillet af Carrie-Anne Moss; betyder treenighed, hun kan sammenlignes med Maria Magdalene og med Helligånden idet hun er den som leder Thomas på vej.
Cypher – spillet af Joe Pantoliano; er Judas, forrædderen, Lucifer eller Satan. Dette er godt illustreret med det symbolske skæg.
Agent Smith – spillet af Hugo Weaving; han er stereotypen, han kan bevæge sig gennem Matrix ubemærket. Navnet Smith svarer i USA til det samme som at hedde Jensen i Danmark, et mere end normalt navn, hvilket bygger videre på at han kan sætte sig ind i en mængde og være ubemærket.

### Stednavne og andet
Nebuchadnezzar – deres "skib"; er navnet på en babylonsk konge, der indtog Jerusalem og drev jøderne i eksil; også kendt som Nebuchadnezzar II.
Zion – i filmen menneskets sidste by; "Og jeg så en ny himmel og en ny jord. For den første himmel og den første jord forsvandt, og havet findes ikke mere." – Johannes' Åbenbaring Kapitel 21.
Matrix – selve ordet betyder oprindelse, livmoder = det sted man stammer fra. Det at leve i livmoderen svarer til at være beskyttet i en skal og/eller uvidende.